# Powiat de Sanok
Le powiat de Sanok (en polonais : powiat sanocki) est un powiat appartenant à la voïvodie des Basses-Carpates dans le sud-est de la Pologne.

## Division administrative
Le powiat comprend 8 communes :
- 1 commune urbaine : Sanok ;
- 6 communes rurales : Besko, Bukowsko, Komańcza, Sanok, Tyrawa Wołoska et Zarszyn ;
- 1 commune mixte : Zagórz.

## Carte

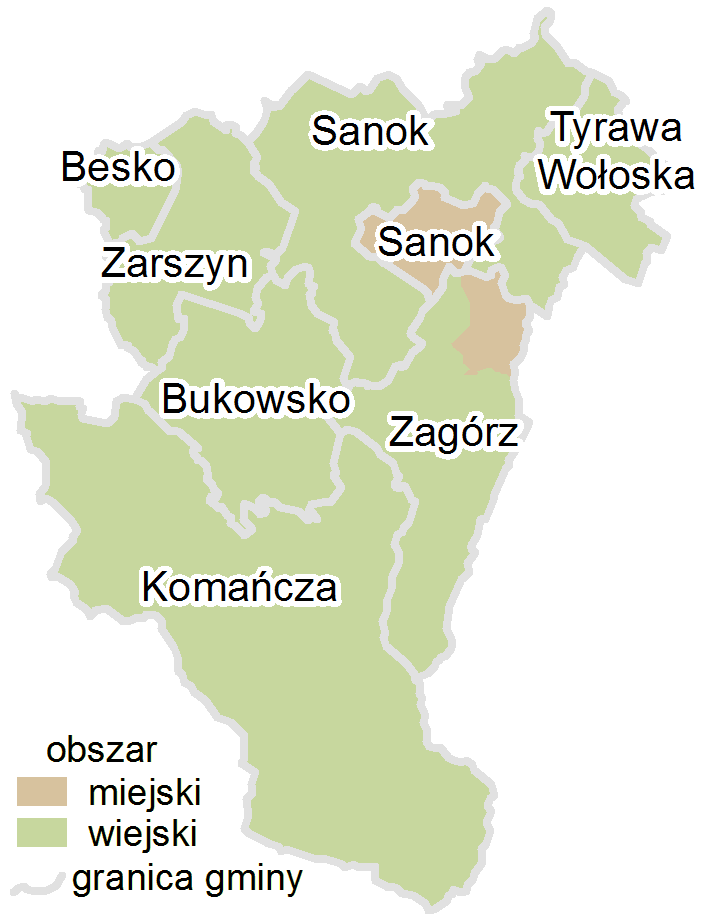
Carte du powiat (partie urbaine en marron et rurale en vert)